# Hasan Kuruçay
Hasan Kuruçay (Odense, 1997. augusztus 31. –) török labdarúgó, a német Eintracht Braunschweig hátvédje.

## Pályafutása
Kuruçay a dániai Odense városában született. Az ifjúsági pályafutását a helyi Odense akadémiájánál kezdte.
2017-ben mutatkozott be a Næstved felnőtt keretében. 2017-ben a török Konyaspor szerződtette. A 2017–18-as szezon első felében az 1922 Konyaspor csapatát erősítette kölcsönben. 2018-ban visszatért Dániába és a Marienlyst folytatta a labdarúgást. 2019-ben a norvég Florøhöz, majd 2020-ban a Strømmenhez igazolt. 2021-ben a másodosztályban szereplő HamKam együtteséhez írt alá. Először a 2021. május 15-ei, Stjørdals-Blink ellen 3–0-ra megnyert mérkőzésen lépett pályára. A 2021-es szezonban feljutottak az Eliteserienbe. Első gólját 2022. április 18-án, a Sandefjord ellen hazai pályán 3–0-ás győzelemmel zárult találkozón szerezte meg. 2023. január 24-én a német Eintracht Braunschweighez írt alá.

## Statisztikák
2023. április 1. szerint
| Klub                   | Szezon   | Osztály       | Bajnokság | Bajnokság | Kupa  | Kupa | Nemzetközi | Nemzetközi | Összesen | Összesen |
| Klub                   | Szezon   | Osztály       | Meccs     | Gól       | Meccs | Gól  | Meccs      | Gól        | Meccs    | Gól      |
| ---------------------- | -------- | ------------- | --------- | --------- | ----- | ---- | ---------- | ---------- | -------- | -------- |
| Strømmen               | 2020     | OBOS-ligaen   | 25        | 4         | —     | —    | —          | —          | 25       | 4        |
| HamKam                 | 2021     | OBOS-ligaen   | 24        | 0         | 1     | 0    | —          | —          | 25       | 0        |
| HamKam                 | 2022     | Eliteserien   | 28        | 4         | 1     | 0    | —          | —          | 29       | 4        |
| HamKam                 | Összesen | Összesen      | 52        | 4         | 2     | 0    | 0          | 0          | 54       | 4        |
| Eintracht Braunschweig | 2022–23  | 2. Bundesliga | 8         | 0         | 0     | 0    | —          | —          | 8        | 0        |
| Összesen               | Összesen | Összesen      | 85        | 8         | 2     | 0    | 0          | 0          | 87       | 8        |

## Sikerei, díjai
HamKam
- OBOS-ligaen
  - Feljutó (1): 2021